# Goldmanite
La goldmanite est un minéral silicaté vert ou brun verdâtre du groupe des grenats, de formule chimique de Ca3V3+2(SiO4)3,. Elle est classée comme nésosilicate et son symbole IMA est Glm.

## Découverte
Elle a été décrite pour la première fois en 1964 à partir d'une occurrence dans le district de Laguna, comté de Cibola, au Nouveau-Mexique et porte le nom du  pétrologue américain, Marcus Isaac Goldman (1881–1965). La localité type, la zone minière South Laguna (ou Sandy), se trouve dans de l'argile riche en vanadium d'un gisement d'uranium/vanadium métamorphisé dans du grès,. L'étude de ces gisements a montré que le grenat situé dans le grès peu ou pas minéralisé est incolore, tandis que le grenat dans la roche sombre nettement minéralisée et contenant d'abondants gisements d'argile de vanadium et d'uranium, était vert foncé ou vert brunâtre. Pour confirmer que la couleur verte était due au vanadium, deux échantillons de grenat ont été séparés du minerai noir, analysés et se sont révélés riches en vanadium. L'étude de la région de la mine South Laguna en 1955 et 1956 s'est faite dans le cadre d'une enquête géologique des gisements d'uranium de ce district par l'USGS.

## Gisements
En plus de la localité type de la mine Sandy au Nouveau-Mexique, la goldmanite est présente dans de nombreux sites de la planète. Elle a été signalée à Coat-an-Noz dans les Côtes-d'Armor en France ; dans les carottes de forage de la mer du Nord ; de Klatovy en République tchèque ; à Ishimskaya Luka au nord du Kazakhstan ; dans le complexe Slyudyanka, monts Sayan, près de la région du lac Baïkal en Russie et la mine Yamoto, préfecture de Kagoshima au Japon. L'un des plus grands gisements de goldmanite au monde se trouve dans le district de Pezinok, en Slovaquie. On en trouve également dans les schistes noirs métallifères en Corée,. Des gisements existent aussi en Italie, en Suisse, en Espagne, en Australie et en Afrique.
L'environnement de la goldmanite comprend un certain nombre de minéraux associés : le quartz, la calcite, le diopside, la vésuvianite, la wollastonite, l'épidote, la grossulaire-andradite, la biotite, le spinelle, le plagioclase, la pyrrhotite, la roscoélite et la montmorillonite à la mine Sandy au Nouveau-Mexique ; leplagioclase, la titanite, le clinopyroxène, l'actinolite, la chlorite, la pyrite, l'arsénopyrite à Coat-an-Noz en Bretagne ; la rhodonite, la braunite à la mine Yamoto au Japon.

## Composition chimique
La goldmanite est composée de calcium (24,79 %), d'aluminium (3,34 %), de vanadium (12,6 %), de fer (2,3 %), de silicium (17,37 %) et d'oxygène (39,59 %). Sa formule chimique peut aussi s'écrire Ca3(V3+, AI, Fe3+)2(SiO4)3.

## Propriétés
La densité mesurée à savoir 3,74 g/cm3  (marge d'erreur de 0,03) a été déterminée par rapport à la densité de la liqueur diluée de Clérici dans laquelle de petits fragments restaient en suspension. À cause de la taille fine des grains, une détermination plus précise de la densité n'a pas été tentée. La densité calculée (3,737) est en accord avec la valeur approximative. L'indice de réfraction a été trouvé par immersion à 1,821 ± 0,001, en utilisant la lampe au sodium et en ajustant les petits changements de température. Comme d'autres grenats de calcium, la goldmanite s'est avérée faiblement anisotrope. La taille de sa cellule minérale est de 12,011 Å, telle que déterminée par analyse par diffraction des rayons X sur poudre.